# Barkanowskaja
Barkanowskaja (ros. Баркановская) – wieś w Rosji, w rejonie wożegodskim obwodu wołogodzkiego. W 2010 r. liczyła 3 mieszkańców.